# Màrius Vilatobà Ros
Màrius Vilatobà Ros (Sabadell, 1907 - México, 1969) fue un pintor español, hijo del fotógrafo Joan Vilatobà Fígols.

## Biografía
Se formó inicialmente junto a su padre, dentro del núcleo de artistas de Sabadell, pero también amplió estudios en Mallorca y en la Escuela de Palco de Barcelona, de la mano de los pintores Vicenç Borràs Abeja y Fèlix Maestras.
El año 1925 expuso por primera vez en la Academia de Bellas artes de Sabadell, con tan sólo dieciocho años. Aquel mismo año y el siguiente obtuvo la medalla de plata del Premio Masriera de paisajistas catalanes y en 1927 consiguió la medalla de oro.
A partir de aquí fue logrando un cierto eco en Barcelona, donde participó en diferentes exposiciones colectivas y en 1930 presentó su primera exposición individual, en la Sala Parés. Aquel mismo año también había participado en la exposición colectiva de pinturas antiguas y modernas de las Galerías Laietanes. A los años treinta mostró su obra a diferentes galerías de la ciudad, como las Galerías Syra (1935) o la Barcino (1936). Fueron años muy prolíficos, durante los cuales viajó a París y Madrid.
El estallido de la guerra civil lo hizo irse a Perpiñán, donde viviría y expondría hasta el 1940. Unos años más tarde, el 1948, emigró a Buenos Aires y, de aquí, se desplazó a México, donde vivió hasta su muerte. El mundo artístico de Sabadell se despidió del pintor con una cena organizada por la Academia de Bellas artes de Sabadell, que lo nombró socio de honor. El año 1967 obtuvo la medalla Vila Cinca de la 6a edición de la Bienal de la Academia de Bellas artes de Sabadell y en 1970 esta misma entidad presentó una exposición antológica de homenaje.
Uno de los temas más destacados de su obra es el retrato, además del paisaje del rodal de Sabadell, Tosa y otros lugares del territorio catalán. Se dice que su pintura bebe de la herencia de los impresionistas franceses, especialmente de Pierre-Auguste Renoir y la mayoría de autores destacan el trazo decidido y la expresión de su paleta.
El Museo de Arte de Sabadell conserva más de 80 obras de Màrius Vilatobà.

## Exposiciones colectivas[11]
- 1927. Segona exposició organitzada per l’Associació d’art. Galeries Laietanes (Barcelona).
- 1929. Exposición Internacional de Barcelona. Palau de Congressos, Barcelona.
- 1929. Exposición Internacional de pintura. Palau Nacional, Barcelona.
- 1930. Exposició venda de pintures antigues i modernes, Galeries Laietanes de Barcelona.
- 1930. Exposició del paisatge del Vallès. Casino de Granollers.
- 1931. Sala Parés, Barcelona.
- 1933. Exposició de primavera. Saló de Barcelona. Palau de Projeccions, Barcelona.
- 1933. Cinquantenari de la Sala Parés. Sala Parés, Barcelona.
- 1935. Exposició de Primavera. Saló d’Art Modern, Barcelona.
- 1944. Exposición Nacional de Barcelona.[1]